# 杰克·斯派罗
積克·史派羅船長（英語：Jack Sparrow，臺灣部分翻譯為史傑克）是加勒比海盗系列電影中的角色，此角色由特德·艾略特及特里·羅西奧共同創作，並由強尼·戴普飾演。史派羅的特徵是結合了滚石乐队的結他手基思·理查茲，以及樂一通的卡通人物佩佩樂皮尤。角色最初的構思是把史派羅描繪成另一海盜英雄鄧維廉的一個淘氣導師，但约翰尼·德普出色的演技使這創意改變了方向。積克船長一角最早出現於2003年的《加勒比海盗：黑珍珠号的诅咒》中，後來亦於續集《加勒比海盗2：聚魂棺》、《加勒比海盗3：世界的尽头》、《加勒比海盗4：惊涛怪浪》、《加勒比海盗5：死无对证》中出現。這個出色的角色設定也為约翰尼·德普赢得了首個奥斯卡金像奖項的提名。史派羅最终成為了一個極具個性的反英雄人物，而且在第三部中，此角色的原型—基思·理查茲還飾演他的父親。
電影中，積克·史派羅是加勒比海的海盜首領，喜歡別人稱他為「積克船長」，同時也是世上九大海盜首領之一。他嚮往自由生活（包括隨意喝兰姆酒、調戲港口的美女...等），他喜歡超自然的東西和對珍貴財寶感到十分滿足。雖然他善於憑小聰明欺騙他人，然而他更善於利用智慧或談判的方式取勝，而非使用武力；並在最危險的情況下，他會計劃自己的逃跑路線並會選擇逃離現場，並在必要時英勇的進行戰鬥。他在出場時正講述他要從他狡猾的大副哈克特·巴博沙手上奪回他的「黑珍珠號」，並且他也設法逃避他對戴維·瓊斯所欠下的血債而跟東印度公司作戰。儘管他桀騖不馴，且不守道德與規則，但他仍是加勒比海上出色的海盗英雄，受其他海盜尊重。
2006年，一本以他名字命名的兒童故事書講述了他年輕時候的生平事跡，而這故事隨後被引入到迪士尼樂園中的主題公園，此角色也加入其中。在迪士尼好萊塢夢工場中，有一個名為「積克·史派羅船長的傳奇」的主題園區，是以分拆小說的主題來劃分，包括記錄了他少年歲月事跡的兒童書系列《加勒比海盗：積克·史派羅》。此角色同時也於大量與電影相關的電玩遊戲中出現。

## 電影

### 魔盜王決戰鬼盜船（2003）
在《魔盜王決戰鬼盜船》中，積克·史派羅乘坐一艘小船到達牙买加的皇家港，並在當地徵用（偷）了一艘船，卻被護衛兵准將抓著。儘管他把总督韋瑟比·斯旺的千金伊麗莎白·斯旺從水中奮力拯救，其海盜行為仍被判入獄。那天晚上，一艘名為「黑珍珠號」的受詛咒海盜船襲擊皇家港，伊麗莎白遭擄去。黑珍珠號的船長哈克特·巴博沙拼命尋找最後一枚阿茲特克金幣來為自己及船員解除詛咒，他誤以為伊莉莎白是前船員比爾·特納的女兒（實際上他要找的人是鐵匠威爾·杜納），於是將她擄到船上，只因為他們需要比爾·特納後人的鮮血才能解除魔咒。一直跟伊麗莎白友好並愛慕著她的威爾·杜納釋放了積克以協助他拯救伊麗莎白。二人搶走了皇家的「攔截者號」，他們在托尔蒂岛的托圖加港招募了一批雜牌船員，隨後出發前往伊麗莎白所在的德莫塔島（Isla de Muerta）。一路上，威爾得知積克一直是黑珍珠號的擁有人，直至巴博薩於10年前率領叛變把這艘船接管了，並把積克放逐到島上任由其死去。積克也告知威爾，指其父親比爾·特納也是一名海盜，是海盜界人所共知的「皮靴帶比爾」。

積克的不死僵屍形象

積克和威爾的拯救行動出了亂子，使巴博沙把積克跟伊麗莎白流放到積克之前被困的荒島上，伊麗莎白利用島上的朗姆酒來發出信號火，他們隨後被英國皇家海軍救起。積克跟諾准將作了一個有條件的協議，諾准將最初拒絕，但直到伊麗莎白不顧一切地拯救威爾而自發地答應諾准將先前的求婚時，他最後也同意。
隨後英國皇家海軍到達德莫塔島（Isla de Muerta），卻被受到詛咒的黑珍珠號船員所變成的不死僵屍襲擊而死傷慘重... 就在德莫塔島（Isla de Muerta）上的戰鬥中，積克從寶箱中掏出一枚被詛咒的金幣，使自己成為不死的僵屍，才能與巴博沙對決。他帶著十年前巴博沙在荒島上留給他的一支手槍和一發子彈，正當威爾把最後一枚阿兹特克金幣放回寶箱，魔咒獲解除之時，史派羅用隨身攜帶十年的手槍射殺他的死敵巴博沙。
儘管協助了海軍，但是積克仍要被判處絞刑。在皇家港行刑期間，威爾拯救了積克，但他們很快就被捕獲了。伊麗莎白介入其中，宣布他獲得赦免並且公布她對威爾的愛，而積克在此時透過在海堤翻滾而逃脫。黑珍珠號及船員們及時找到他，使他再次成為船長。諾准將對這狡猾的海盜印象深刻，就讓他在展開追逐之前先行一天。

### 加勒比海盜：決戰魔盜王（2006）
在第一集電影的翌年，積克·史派羅決心要尋找一個寶箱，該寶箱當中藏著戴維·瓊斯船長的心臟。13年前，積克跟戴維·瓊斯作了約定，戴維·瓊斯把沉沒了的黑珍珠號賣給他，而他則把自己的靈魂賣給戴維·瓊斯。此外，東印度公司掌管了皇家港口的管理權，並宣判把諾靈頓、威爾及伊麗莎白三人判處死刑......現在債務到期了，積克需要在《飞翔的荷兰人》上服役100年，或者被克拉肯拖到戴維·瓊斯的魔櫃中受煎熬。積克發現到，若他能找到戴維·瓊斯的魔櫃，他就能釋放自己的靈魂並控制著戴維·瓊斯及整個海洋。
除了積克的困局，東印度貿易公司的庫特勒·貝克特勳爵也有個人的恩怨需要跟積克解決。貝克特也想得到戴維·瓊斯的魔櫃，故強迫威爾·杜納尋找積克和他的魔法羅盤。積克等人為逃避克拉肯而登上食人島（Cannibal Island）... 威爾找到積克跟他的船員在食人島上的定位，故也被打算把積克吃掉的食人族俘虜。眾人逃脫後，隨即前往去尋找積克的前女友達爾瑪，達爾瑪甫見到威爾便立刻看到他的命運，並為積克找來了一罐泥土 — 戴維·瓊斯只能每10年到岸上一次，而且由於岸上是積克安全的地方，故達爾瑪建議他把泥土隨身攜帶。
積克與戴維·瓊斯定下一個新建議，以100個替罪靈魂來交換他的，戴維·瓊斯同意但指出威爾也可當作一個計算。積克後來在達托圖加港招募船員，卻遇到伊麗莎白及被削職的詹姆斯·諾靈頓，諾靈頓酒醉掉了。積克說服伊麗莎白指威爾可以透過使用魔法羅盤找到戴維·瓊斯的魔櫃來重獲自由。二人前往克魯塞斯島（Isla Cruces）尋找威爾，他們從戴維·瓊斯的船逃脫，並偷走了魔櫃的鑰匙。威爾為了讓他的父親從奴役中解脫出來，所以希望自己把戴維·瓊斯的心臟刺穿；諾林頓則想著以此來官復原職；積克則希望以此來說服戴維·瓊斯消滅克拉肯。
諾林頓在跟戴維·瓊斯的船員戰鬥中帶著戴維·瓊斯的心臟逃脫，而戴維·瓊斯召喚了克拉肯... 伊麗莎白發現到積克就是目標，當船員準備棄船時，伊麗莎白親吻他，並把他的手銬在船的桅杆，將他困在黑珍珠號上。然後，克拉肯把積克和黑珍珠號，以及戴維·瓊斯的魔櫃中他的靈魂一同吞噬。倖存的船員向成為海妖的達爾瑪尋求庇護，達爾瑪說她讓巴布沙重獲生命以讓他拯救積克。

### 加勒比海盜：魔盜王終極之戰（2007）
在第二集電影的兩個月後，貝克特勳爵擁有了戴維·瓊斯的心臟，以及《飞翔的荷兰人》亦在他的指揮之下，他開始消滅所有海盜。為了打擊貝克特，九大海盜在沉船灣（Shipwreck Cove）召開海盜大會，然而積克·史派羅卻沒有出席，他在上一集電影中被拖進戴維·瓊斯的魔櫃。作為加勒比海盜首領的積克必須出席海盜大會，因為他沒有把他的海盜首領標記—「八分一」留給他指定的繼承人。海盜們需要集齊九份之八的信物才能釋放神女海神卡吕普索，以擊敗貝克特。在伊麗莎白和威爾的帶領下，巴博沙利用盤踞在新加坡的中國海盜首領嘯風偷來的航海圖來帶領積克的船員尋找戴維·瓊斯的魔櫃。在船員找到他之後，積克破解了在圖表上的一條線索以讓他們從戴維·瓊斯的魔櫃中逃脫回到現實的世界。
在海盜大會前，嘯風船長被殺害，他臨死前傳位給伊麗莎白成為其繼任人，並在海盜大會上接替成為海盜首領。在海盜大會上，眾人為迎戰與否爭論不休，最後巴博沙引用海盗法典中海盗首領擁有宣戰的權利，而作為海盜首領的伊麗莎白決定宣戰。後來卡呂普索被釋放，而她製造了大旋渦讓黑珍珠號及荷蘭人號開戰...積克偷到戴維·瓊斯的心臟... 卻讓威爾把它刺穿，使他成為飞翔的荷兰人的新任船長... 隨後兩艘船同時把貝克特的船擊沉。最後，巴博沙再次指揮著黑珍珠號並帶來偷回來的導航圖，卻發現導航圖中最重要的部分被積克裁掉了... 而積克乘著小船在導航圖上尋找青春之泉。

### 加勒比海盜：魔盜狂潮（2011）
在嘗試尋找青春之泉不果之後，積克到達倫敦才發現有人假借他的名義召集船員。在尋找冒名者時，積克在皇家衛隊的手中把他的船員吉布斯成功救出。他們被帶到佐治二世那裡，積克驚訝地發現巴博沙現在是皇家海軍的私掠。積克拒絕與他們話商談去找青春之泉並逃跑。很快，積克便與他的冒充者—安潔莉卡見面。她向積克威迫利誘，要求他在其父親黑鬍子擔任船長的船—安妮女王復仇號上服役，以迫使他一同尋找青春之泉。
積克試圖反抗黑鬍子及以叛變來接管這艘船，並從那邪惡的父親那裡拯救天真的安潔莉卡... 而巴博沙和西班牙海軍遇到了危險的人魚後，積克找到青春之泉的所在地。當安潔莉卡受傷時，積克欺騙黑鬍子犧牲自己以拯救她，安潔莉卡以父親之死責怪積克，積克和安潔莉卡承認他們彼此的感情，但是積克在一個島上惹惱了安潔莉卡，他相信對方可能為父親的死報仇。與此同時，吉布斯終於從黑鬍子縮小了的船隊中找到黑珍珠號，並希望把它恢復到正常的大小。雖然他已經失去了不死的機會，但積克卻為了成為青春之泉發現者的名譽而來。

### 加勒比海盜：惡靈啟航（2017）
強尼·戴普繼續飾演積克一角。自青春之泉的事件的五年後，積克經已重組了一個小團隊，但黑珍珠號仍然被困在一個瓶子裡，而他的新船垂死海鷗號（Dying Gull）從未離開過停泊位，使他的新計劃觸礁。與此同時，他的競爭對手巴博沙成為了七大洋當中最富有及最強大的海盜。積克和他的船員嘗試搶劫圣马丁岛的一家新銀行，該次搶劫是成功的，然而當他們拖著儲物櫃時，儲物櫃中的所有金幣都掉了下來，而積克的人都棄他而去。沮喪的積克以他的神奇指南針來換取一杯飲品，然而這種對指南針背叛的行為釋放了積克的老冤家，那個對他懷恨極深的人 — 無情的亡靈海盜獵人 — 薩拉查船長... 多年前，積克透過誘騙薩拉查的船駛入魔鬼三角（Devil's Triangle）才能把他打敗，而薩拉查與他的船員被詛咒為不死生物。薩拉查指積克就像小鳥般坐在船上的索具裡，於是給他取名為「麻雀傑克」。那次之後，積克獲得他的指南針以及他特有的裝備。
在監獄裡，伊麗莎白與威爾的兒子亨利·特納聯絡到積克，希望得到他的幫助來尋找海神三叉戟（Trident of Poseidon）。積克想起了伊麗莎白和威爾之前的不幸事件，於是他同意幫助亨利，但後來表示一些猶豫。翌日，積克被判處送上斷頭台，但被亨利及他的團隊所救。在很有抱負的天文學家卡莉娜（Carina）的幫助下，積克和亨利試圖找海神三叉戟的位置，因為兩人都需要擁有打破與海洋有關詛咒的能力。巴博沙從瓶中釋放了黑珍珠號，讓他們有機會超越薩拉查，積克和巴博沙討論了這樣的一個事實：卡莉娜實際上是巴博沙失散多年的女兒，把她留在孤兒院只為了給她機會擁有更好的生活。積克試圖以此來勒索巴博沙，但不果。
他們能夠追踪到海神三叉戟的位置，雖然薩拉查幾乎殺死了積克，但他們也能夠摧毀三叉戟。隨著三叉戟的毀滅，薩拉查和他的船員再次成為凡人。巴博薩犧牲自己以殺死薩拉查，積克、卡莉娜和亨利逃脫了。儘管眾人之間存在著分歧，但傑克仍為巴博沙的犧牲而哀悼。後來，積克在離去前看著威爾和伊麗莎白的重聚，而黑珍珠號和他的指南針再一次在他手中......

## 意念及創造

### 角色
在正在為《魔盜王決戰鬼盜船》編寫劇本時，編劇特德·艾略特及特里·羅西奧想像到積克·史派羅就如賓尼兔和格魯喬·馬克思般是個脈絡的配角，編劇視他為年輕版的畢·蘭加士打。導演高爾·韋賓斯基承認，「第一部電影是電影，然後積克幾乎每輯都被加入其中。他沒有像其他角色般在電影情節上有義務。他的角色蜿蜒流過，冥冥中影響著其他角色。」積克代表著一個有道德的海盜，而巴博沙則作為他的腐敗對比。他的真實動機通常是被掩蓋著的，無論他是光榮還是邪惡，則取決於觀眾的觀點。他是作為威爾·特納的反面教材，積克告訴他指海盜也可以是一個好人，就如他的父親—皮靴帶比爾。
隨著《魔盜王決戰鬼盜船》的成功，根據導演韋賓斯基的說法，製作續集的挑戰是「你不會只想要積克·史派羅的電影。它就像喝大蒜奶昔一樣。他那種趣味使你需要很多助笑配角... 我們就不要給他們太多的積克，就像太多甜點或太多的好東西。」即使《加勒比海盜：決戰魔盜王》是為了推動三部曲而寫的，積克·史派羅的精神狀態因戴維·鍾斯的追逐而變得越來越緊張不安，而編劇炮製食人族的情節表明他不論在陸地上還是在海上都是處於危險之中。積克在自己對伊麗莎白的吸引力感到困惑，並試圖在電影中證明這一點。
《加勒比海盜：魔盜王終極之戰》中，它意味著將積克·史派羅重新歸結為一個角色。特別是積克在戴維·鍾斯的寶箱中延長單獨監禁使他有點瘋了，現在渴望永生。在第二集電影中，積克·史派羅的誠實連勝導致他遇上厄運之後，他掙扎著到底如何才能成為一個有道德的人，這主要表現於他越來越古怪的行為及他的幻覺，在電影開始時出現精神錯亂：在他的孤獨流亡路途上出現數十名積克·史派羅樣子的船員，但後來其幻覺變得越來越重要，主要有兩個「積克」不斷爭論著要走哪條路徑：不朽或死亡。其最後的幻覺發生於被荷蘭人監禁，他的誠實連勝了。在《加勒比海盜：魔盜王終極之戰》時，積克正前往青春之泉，這是第二部電影的早期概念。羅西奧於2007年說第四部電影有可能的開拍，而製片人謝利·畢咸瑪表示有興趣分拆。戈爾·維賓斯基（Gore Verbinski）同意指：「第一部電影中所有故事都得到解決。若有另一齣《加勒比海盜》電影，我會重新開始並專注於積克船長的進一步冒險。」
2008年9月28日，《加勒比海盜：魔盜狂潮》在杜比劇院舉行的迪士尼活動上首次發布，維賓斯基並沒有重返導演崗位為第四輯執導，他的崗位由洛·馬素接替。電影使用了添·鮑爾斯的同名小說的元素，特別是黑鬍子與青春之泉，但此電影並非從小說中直接改編。

### 尊尼·特普

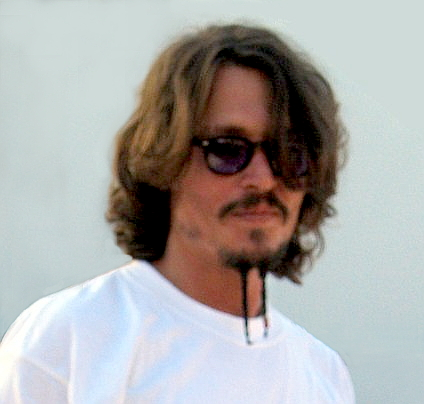
拍攝期間，尊尼·特普在化妝造型上蓄起積克的「山羊鬍子」。

尊尼·特普希望製作一部家庭電影，當時他聽說有計劃把《加勒比海盜 (景點)》改編成為電影的時候，他於2001年到訪華特迪士尼製片廠。他對於有機會復興古老的荷李活流派表示很高興，並發現劇本符合他古怪的情感：黑珍珠號的船員並非在尋找寶藏，而是在嘗試把它歸還以解除在他們身上的詛咒，並且已經發生傳統的叛變。尊尼·特普於2002年6月10日進行試鏡，製片人傑里·布魯克海默（Jerry Bruckheimer）認為，儘管迪士尼以柔軟兒童作品而聞名，然而尊尼·特普會讓這部電影一個可以吸引到青少年及成年人觀眾的優勢。
在首次圍讀中，尊尼·特普以不合時宜的方式來描繪角色，讓演員團隊和工作人員感到驚訝。他曾經研究18世紀的海盜，並看到跟現代搖滾明星的相似之處，模仿著基思·理查茲的表演。理查茲後來於《加勒比海盜：魔盜王終極之戰》及《加勒比海盜：魔盜狂潮》中飾演積克的父親，維賓斯基及布魯克海默對特普有信心，部分原因是因為奧蘭多·布魯姆將會扮演傳統的埃洛·弗林那類型的角色。特普即興創作了電影的最後一句對白：「現在，把我帶到這個地平線」作者也稱那是他最喜歡的一句。迪士尼高層人員最初被尊尼·特普的表現搞得糊塗了，他們質疑著角色是醉酒還是同性戀。在匆忙看片時，迪士尼的行政總裁米高·艾斯納宣稱特普正在破壞這部電影。特普對迪士尼高層人員的回應是他們應該信任他的選擇，或是讓他離開。許多業內人士對特普的演出表示質疑，因為他是一位不以傳統工作室系統內工作而聞名的非傳統演員。
尊尼·特普的表現贏得影評人的讚譽，艾倫·莫里森（Alan Morrison）發現它「越過高峰的光彩......就身體語言及口頭傳遞而言，這是在喜劇表演中大師級的表現。」羅渣·伊拔也讚揚特普從紙上的角色中跳脫出來，並且發現特普的表現「從每一步都是原創的，這裡沒有人當過海盜，或者就此而言，就像任何其他電影中的人一樣......他的行為顯示了其一生的排練。」特普憑著其演技獲得美國演員工會獎，並提名到金球獎及奧斯卡最佳男主角獎，亦是其人生中首次。一個英語電影的部落格《Film School Rejects》爭論著讓尊尼·特普成為電影明星，還是一個性格演員。
尊尼·特普於《加勒比海盜：決戰魔盜王》時重演角色，那是他首次拍攝續集。德魯·麥威尼（Drew McWeeny）寫道：「還記得第一次看到《星球大戰》中的韓索羅是如何的酷嗎？然後記得他從
《星球大戰：帝國反擊戰》中，他看起來有多酷嗎？這是一個大躍進。」特普後來憑《決戰魔盜王》
獲得「MTV影視大獎」及「Teen材大獎」，並被提名為帝國獎和另一個金球獎。他在《加勒比海盜：魔盜王終極之戰》中的表現使他獲得「MTV電影最佳喜劇表演獎」，以及人民選擇獎、兒童票選獎及另一個青少年選擇獎。他也簽約重演未來續集的角色。

### 化妝與服裝
尊尼·特普以戴著個長辮子假髮及搖滾方式來乎合海盜的審美學，他戴著一條紅色的頭巾，髮上有很多小飾物，那是受到基思·理查茲習慣於旅行中收集紀念品的影響；積克的裝飾物包括了他的「八分一」海盜首領標記。特普對游牧民族與海盜相比的研究啟發下，積克在眼睛周圍塗著眼影，並戴著隱形眼鏡以取代太陽眼鏡。雖然積克有數顆金牙在拍攝期間應用，然而其中兩顆是屬於特普的，原因是他最初於拍攝《魔盜王決戰鬼盜船》後忘記除下，並在整個續集的拍攝過程中戴著它們。就如特普各方面的表現一樣，迪士尼最初對他的牙齒表示極大關注。積克戴著兩條辮子的山羊鬍子，最初是以電線代替，但由於當特普躺下時，那些辮子豎了起來，故放棄了使用電線。積克有很多不同的紋身，在其右臂的紋身下方，有一個由卡特勒·貝克特烙下的海盜烙印。

## 电玩游戏
杰克·斯派罗在2005年的一款电子游戏《王国之心2》中初次登场。他的配音人是詹姆斯·泰勒（英文）和平田広明（日文）。在此之后，他又在《加勒比海盗：斯派罗传奇》中亮相，这次他由尊尼·特普配音。另外，在《聚魂棺》与《世界尽头》的游戏版中，他由杰雷·巴特勒配音。斯派罗在《加勒比海盗在线版》中亦将登场。2021年6月，傑克·史派羅登場於《盜賊之海》的新版本「A Pirate's Life」之中。

## 小说
在官方指南中，斯派罗在印度洋的一阵台风中出生在一艘海盗船上，而后一个意大利人教授他击剑。罗伯·基德撰有名为《加勒比海盗：杰克·斯派罗》的小说系列，其中描写了斯派罗的青年时期。他与他的水手们同海妖、美人鱼以及成年海盗作战，寻找金银财宝。2006年6月1日，系列的第一部《风暴来临》出版。
另外，《聚魂棺》的背景故事指出，斯派罗曾在不列颠东印度公司工作，但他拒绝为公司运送奴隶。因此，贝克特将他烙上“海盗”纹身，并击沉了他的船舰。斯派罗与戴维·琼斯作交易，将船复原，并起名为“黑珍珠”。

## 外部鏈結
- 杰克·斯派罗在IMDb上
- Template:Inducks character